# Franz Wilhelm von Öttingen

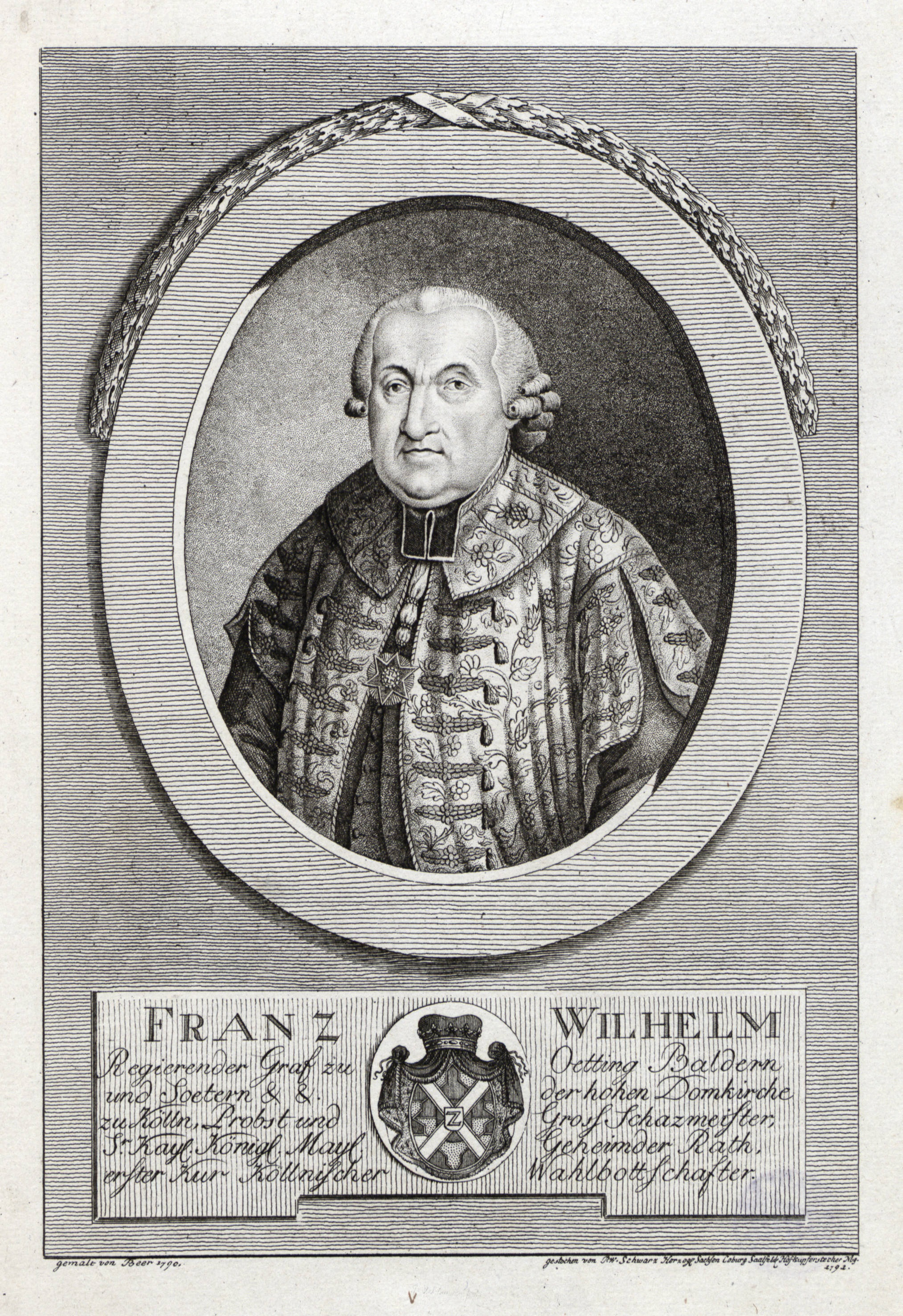
Franz Wilhelm von Oettingen-Baldern, 1792

Franz Wilhelm Reichsgraf von Oettingen-Baldern (* 8. September 1725; † 14. Januar 1798) war ein deutscher Dompropst in Köln und Domherr in Münster.

## Leben
Franz Wilhelm Graf von Oettingen-Baldern entstammte dem fränkischen und schwäbischen Adelsgeschlecht von Oettingen. Er war der Sohn des regierenden Grafen Kraft Anton Wilhelm Graf von Baldern und Soetern und dessen Gemahlin Johanna Eleonore Marie Gräfin von Schönborn-Buchheim. 
Im Jahr 1745 erhielt Franz Wilhelm eine Dompräbende in Köln, wo er ab 1749 residierte. Durch päpstlichen Zuspruch kam er Anfang des Jahres 1763 in den Besitz einer münsterschen Präbende und wurde hier am 21. November des Jahres aufgeschworen. Bereits am 21. März 1765 verzichtete er zugunsten des Domherrn Johann Hugo von dem Bongard zu Paffendorf. In Köln wurde er am 24. Januar 1764 zum Chorbischof gewählt, verzichtete am 19. Mai 1767 mit seiner Wahl zum Domdechanten auf dieses Amt.
Am 13. Februar 1786 wählte ihn das Domkapitel zum Dompropst. Von 1753 bis 1763 war Franz Wilhelm auch Propst des St. Georgenstifts in Limburg. Im Ritterstift Wimpfen wurde er am 4. Mai 1751 präbendiert, verzichtete aber noch vor 1769. Im Jahre 1778 übernahm er nach dem Tode seines älteren Bruders die Regierung von Oettingen-Baldern-Soetern. Mit seinem Tod 1798 starb diese Linie der Grafenfamilie Oettingen-Baldern aus.